# Хмара-рай
Хмара-рай (рос. Облако-рай) — фільм 1990 року режисера Миколи Досталя з Андріїм Жигаловим в головній ролі. Прем'єра відбулася в жовтні 1991 року.

## Сюжет
Маленьке провінційне містечко, неділя, ранній ранок. Тиняючись двором від неробства, Коля набридає сусідам безглуздими розмовами. Не знайшовши співрозмовників на вулиці, він заходить до свого друга Феді.

## У ролях
- Андрій Жигалов — Коля
- Сергій Баталов — Федя, друг Колі
- Ірина Розанова — Валя, дружина Феді
- Алла Клюка — Наталя, дівчина Колі
- Анна Овсянникова — Тетяна Іванівна, мати Наталії
- Володимир Толоконніков — Філомеев
- Лев Борисов — Філіп Макарович, сусід
- Юрій Колобков — Василич
- Віра Івлєва — покупчиня меблів
- Олександр Числов — супутник Філомеева
- Михайло Мезень — акордеоніст
- Євген Титов — супутник Філомеева
- Зінаїда Воркуль — бабуся на лавочці
- М. Нікітська — бабуся на лавочці
- Борис Каморзін — старший технік Саратов, який в'їхав в кімнату Колі
- Ігор і Дмитро Дмитрієви — носії
- Юра Попов — сусідський хлопчик

## Нагороди та номинації
- Приз «За руйнування бар'єру між фільмами для обраних і кіно для всіх» на першому кінофестивалі «Кінотавр» в 1991 році.
- Приз «Золотий Овен» 1992 року.
- «Срібний леопард» спеціальний приз журі та друга премія міста Локарно, приз екуменічного журі, приз молодіжного журі, приз Міжнародної конфедерації експериментального кіно в Локарно в 1991 році.
- Гран-прі II MFEC (Франція).
- Спеціальний приз журі акторського складу кінофестивалю молодих акторів в Женеві, 1991.
- За опитуванням кінокритиків і журналістів визнаний кращим фільмом року, роль Андрія Жигалова — найкращою чоловічою роллю.

## Знімальна група
- Сценарій: Георгій Ніколаєв
- Режисер: Микола Досталь
- Оператор: Юрій Невський, Петро Серебряков
- Композитор: Олександр Гольдштейн
- Художник: Олексій Аксьонов